# 卡里克弗格斯區
卡里克弗格斯區 （Carrickfergus Borough Council；愛爾蘭語：Comhairle Baile Charraig Fheargais）是北愛爾蘭的一個區，位於北愛東部，南臨貝爾法斯特灣。面積82平方公里，2006年人口 39,700人。區行政中心為卡里克弗格斯。